# Thue Ersted Rasmussen
Thue Ersted Rasmussen (født 15. november 1985) er en dansk skuespiller.

## Filmografi

### Film
| År   | Titel              | Rolle          | Noter    |
| ---- | ------------------ | -------------- | -------- |
| 2008 | Snooze             | Kim            | Kortfilm |
| 2013 | Patienten          |                | Kortfilm |
| 2013 | Skytten            | Journalistelev |          |
| 2014 | Ambrosia           | Journalist     | Kortfilm |
| 2015 | Dead End           | Jacob          | Kortfilm |
| 2018 | Så længe jeg lever | Lennart        |          |
| 2019 | Kollision          | Galleriejer    |          |
| 2021 | F9                 | Otto           |          |
| 2023 | Hygge!             | Fabian         |          |

### TV-serier
| År    | Titel              | Rolle            | Noter                                        |
| ----- | ------------------ | ---------------- | -------------------------------------------- |
| 2013  | Dicte              | Peter Boutrup    | 4 episode                                    |
| 2017  | Norskov            | Danny            | 5 episoder                                   |
| 2017  | Greyzone           | Far på legeplads | 1 episode: "The return/Hjemkomst/Hemkomsten" |
| 2018  | 29                 | Mand på bænk     | 1 episode: "Hvordan kommer man videre?"      |
| 2018  | Løbeklubben        | Ekspedient       | 2 episoder                                   |
| 2018  | Grow               | Laust            | 1 episode                                    |
| 2018– | Sygeplejeskolen    | Christian Friis  | 30 episoder                                  |
| 2019– | Sunday             | Jonas            | 39 episoder                                  |
| 2020  | Ambassadøren       | Axel             | 10 episoder                                  |
| 2021  | FBI: International | Leland Schmid    | 1 episode                                    |
| 2023  | Shadow and Bone    | Ahlgren          | 3 episoder                                   |
| 2023  | Oxen               | Martin Rytter    | 5 episoder                                   |